# Богачи и сверхбогачи
«Богачи и сверхбогачи» (англ. The Rich and the Super-Rich, в русском издании 1971 года вышла под названием Богачи и сверхбогачи. О подлинных правителях Соединенных Штатов Америки) — книга американского экономиста, социолога и журналиста Фердинанда Ландберга. Является логическим продолжением труда Ландберга 1937 года «60 семейств Америки», посвященного исследованию структуры американской экономической элиты.

## Содержание
Книга состоит из 12 глав и снабжена большим справочным аппаратом (таблицы, ссылки на документы официальных органов США).
В книге проводится подробный анализ структуры и персонального состава высших слоев американского общества — мультимиллионеров и миллиардеров, а также исследуются механизмы формирования больших состояний. Много внимания уделено структуре собственности богатейшей прослойки и механизмам управления ей.
В разделах книги, посвящённым филантропической деятельности американского большого бизнеса, Ландберг на большом фактическом материале демонстрирует, что эта деятельность имеет мало общего с заботой о благе ближнего, но является одним из действенных способов избежать уплаты налогов.
Значительное место в книге уделено описанию механизмов лоббирования экономической верхушкой своих интересов в политических кругах США, в частности, через систему закрытых элитных клубов.

## Оценки и критика
Английский еженедельник Economist, назвав книгу Ф. Ландберга «очень длинной и плохо построенной», отмечал, что она представляет интерес прежде всего фактическим материалом, в ней собранным. В предисловии к русскоязычному изданию 1971 года, помимо идеологически обусловленных, советский американист В. С. Зорин выдвигал аналогичные претензии: «книга перегружена многочисленными и часто неоправданными отступлениями
от основной темы, пространными рассуждениями, уводящими в сторону и нередко политически беспомощными, чтобы не сказать больше».